# 小花西藏微紫草
小花西藏微紫草（学名：Microula tibetica var. pratensis）为紫草科微孔草属西藏微紫草的变种。分布于中国大陆的新疆、西藏、青海等地，生长于海拔3,500米至5,300米的地区，见于河滩及草甸上，目前尚未由人工引种栽培。